# Mermaid Bowl XVIII
Mermaid Bowl XVIII var den 19. danske finale i amerikansk fodbold og den 18. Mermaid Bowl. Den blev spillet d. 30. september 2006. Triangle Razorbacks slog Kronborg Knights 21-16 og Razorbacks' amerikanske runningback David Freeman blev MVP.

## Baggrund
Debuterende vejlensiske Razorbacks kom til kampen som favoritter, efter at have gået gennem Nationalligaen ubesejret 10-0 og slået Roskilde Kings komfortabelt 24-14 i semifinalen. Knights fra Espergærde var endt nr. 2 i grundspillet med 8-2, de to nederlag mod Razorbacks (hjemme 28-29 og ude 17-28). Knights havde slået Avedøre Monarchs i semifinalen med 23-17.

### Vejen til Mermaid Bowl
| Razorbacks                              | Grundspil  | Knights                                    |
| --------------------------------------- | ---------- | ------------------------------------------ |
| 28/4: 22-15 sejr hjemme over Monarchs   | 1. kamp    | 5/5: 38-7 sejr ude over Kings              |
| 7/5: 34-14 sejr ude over Hurricanes     | 2. kamp    | 14/5: 39-12 sejr ude over Hurricanes       |
| 12/5: 55-26 sejr hjemme over Rebels     | 3. kamp    | 21/5: 28-29 nederlag hjemme til Razorbacks |
| 21/5: 29-28 sejr ude over Knights       | 4. kamp    | 3/6: 51-6 sejr hjemme over Kings           |
| 26/5: 42-31 sejr hjemme over Hurricanes | 5. kamp    | 17/6: 35-0 sejr hjemme over Rebels         |
| 9/6: 27-20 sejr ude over Monarchs       | 6. kamp    | 24/6: 10-0 sejr hjemme over Monarchs       |
| 11/8: 28-17 sejr hjemme over Knights    | 7. kamp    | 11/8: 17-28 nederlag ude til Razorbacks    |
| 25/8: 37-15 sejr hjemme over Kings      | 8. kamp    | 26/8: 35-0 sejr ude over Rebels            |
| 2/9: 27-23 sejr ude over Rebels         | 9. kamp    | 3/9: 41-6 sejr hjemme over Hurricanes      |
| 9/9: 40-20 sejr ude over Kings          | 10. kamp   | 10/9: 23-0 sejr ude over Monarchs          |
| Razorbacks                              | Slutspil   | Knights                                    |
| 16/9: 24-14 sejr hjemme over Kings      | Semifinale | 17/9: 23-17 sejr hjemme over Monarchs      |

## Kampens forløb

### Scoringer
(Syntaks: Scorende hold — Scorende spil, stilling, tid tilbage i quarter, angrebsserie)
- 1. quarter
  - KRO — T. Bruno Hansen 1 yard-løb (H. Juul XP), Knights 0-7, 1:55 tilbage (Serie: 10 spil for 45 yards på 4:36)
  - TRI — T. Linnemann 8 yard-kast fra K. Suhl (K. Worm XP), 7-7, 1:09 tilbage (Serie: 2 spil for 57 yards på 0:40)
- 2. quarter
  - TRI — D. Freeman 8 yard-kast fra K. Suhl (K. Worm XP), Razorbacks 14-7, 3:15 tilbage (Serie: 10 spil for 87 yards på 4:59)
- 3. quarter
  - KRO — H. James 10 yard-kast fra A. James (H. Juul XP), 14-14, 4:11 tilbage (Serie: 3 spil for 17 yards på 1:01)
- 4. quarter
  - TRI — D. Freeman 52 yard-løb (K. Worm XP), Razorbacks 21-14, 5:12 tilbage (Serie: 4 spil for 63 yards på 2:17)
  - KNI — Holdsafety, Razorbacks 21-16, 0:15 tilbage

### Statistik
| Statistik                             | Triangle Razorbacks | Kronborg Knights |
| ------------------------------------- | ------------------- | ---------------- |
| Score                                 | 21                  | 16               |
| 1. downs                              | 20                  | 14               |
| 3. down effektivitet                  | 6/12                | 7/12             |
| 4. down effektivitet                  | 0/1                 | 0/0              |
| Totale offensive yards                | 262                 | 217              |
| Kasteyards                            | 39                  | 45               |
| Kast – Effektivitet (complete/forsøg) | 5/14                | 2/6              |
| Kast – Yards pr. kast                 | 2,8                 | 7,5              |
| Løbeyards                             | 223                 | 172              |
| Løbeforsøg                            | 35                  | 42               |
| Yards per løb                         | 6,4                 | 4,1              |
| Straffe-yards                         | 3-40                | 9-90             |
| Sacks indkasseret-Yards tabt          | 1-5                 | 0-0              |
| Turnovers                             | 1                   | 3                |
| Fumbles-tabt                          | 2-0                 | 1-1              |
| Interceptions kastet                  | 1                   | 2                |
| Boldbesiddelse                        | 23:42               | 24:18            |

| Sport | Spire Denne artikel om sport er en spire som bør udbygges. Du er velkommen til at hjælpe Wikipedia ved at udvide den. |